# Fragrant World
Fragrant World è il terzo album discografico del gruppo musicale statunitense Yeasayer, pubblicato nel 2012 dalla Secretly Canadian.

## Tracce
1. Fingers Never Bleed – 4:30
2. Longevity – 3:10
3. Blue Paper – 5:07
4. Henrietta – 4:40
5. Devil and the Deed – 3:36
6. No Bones – 3:08
7. Reagan's Skeleton – 5:05
8. Demon Road – 4:12
9. Damaged Goods – 4:58
10. Folk Hero Shtick – 4:38
11. Glass of the Microscope – 5:25

## Formazione
- Chris Keating - voce, tastiere, synth, programmazioni
- Anand Wilder - chitarre, voce, tastiere, altri strumenti
- Ira Wolf Tuton - basso, cori, altri strumenti